# Tarebia
Tarebia là một chi ốc nước ngọt, động vật thân mềm chân bụng trong họ Thiaridae.

## Các loài
Các loài trong chi này gồm:
- Tarebia granifera (Lamarck, 1822)[3]